# Burggrafschaft Gent
Die Burggrafschaft Gent war unter den gleichartigen nordfranzösischen und niederländischen Ämtern das mächtigste und angesehenste, zumal Gent im Mittelalter nach Paris die zweitgrößte nordeuropäische Handelsmetropole war. Der Burggraf war folglich ein Angehöriger des Hochadels, obwohl der Titel nicht einmal einwandfrei bezeichnet wird: In den zeitgenössischen Urkunden tritt er als castellanus, pretorurbanus, prefectue urbis, vicecomes, burggravius, borghgrave, chastellain, vicomte etc. auf.
Im Jahr 1006 riss Graf Balduin IV. von Flandern die Stadt Valenciennes an sich und löste damit einen Krieg mit König Heinrich II. aus, der 1007 mit einem Friedensvertrag beendet wurde, durch den Balduin Valenciennes, Stadt und Burggrafschaft Gent, Walcheren und die zeeländischen Inseln (das sogenannte Reichsflandern) vom späteren Kaiser Heinrich II. zu Lehen bekam. Seit dieser Zeit sind in Gent erbliche Burggrafen durchgängig bezeugt.
Neben dem Amt in Gent war der Burggraf auch einer den wesentlichen Kommandeure der flämischen Armee. Allerdings stand der letzte Burggraf, der das Amt auch ausübte, Hugo von Zotteghem, in der Sporenschlacht 1302 auf Seiten der Franzosen gegen den Grafen von Flandern und damit seinen Landesherrn – so wie sein Vorgänger bereits 1214 in der Schlacht bei Bouvines. Der Burggraf, der sich seit der ersten Hälfte des 12. Jahrhunderts bereits mit einem gräflichen Bailli um die Vormacht in der Stadt auseinandersetzen musste, verlor nun endgültig seine Machtstellung.

## Burggrafen von Gent

### Haus Gent
- Lambert I., Burggraf von Gent um 1010–1031/34
- Folkard I., dessen Sohn, 1031/34–73 bezeugt
- Lambert II., dessen Sohn, 1071 Burggraf von Gent
- Wenemar I., wohl dessen Sohn, 1088/1118 Burggraf von Gent
- Siger I., dessen Sohn, 1114/22 Burggraf von Gent
- Alice, dessen Tochter, Erbin der Burggrafschaft Gent;
- ⚭ I Hugo von Encre, 1139 Burggraf von Gent
- ⚭ II Steppo van Viggezele

### Haus Viggezele
- Siger II., Sohn von Alice und Steppo, 1139 Burggraf von Gent
- Siger III., dessen Sohn, Burggraf von Gent, 1190/1227 bezeugt
- Hugo II., † 1232, dessen Sohn, Burggraf von Gent
- Hugo III., † 1264/65, dessen Sohn, Burggraf von Gent
- Hugo IV., dessen Sohn, Burggraf von Gent, 1261/88 bezeugt
- Maria, dessen Tochter, Burggräfin von Gent; ⚭ Gerhard II. (V.) von Zotteghem, † vor 1319, Burggraf von Gent

### Haus Enghien
- Gerhard II. (V.) von Zotteghem, † vor 1319, Burggraf von Gent; ⚭ Maria, Burggräfin von Gent
- Marie, † 1318, dessen Tochter, Burggräfin von Gent; ⚭ Hugues IV. d’Antoing, Seigneur d‘Épinoy
- Hugo I. von Zotteghem, † 1320, deren Bruder, Burggraf von Gent,
- Hugo II. von Zotteghem, dessen Sohn, Burggraf von Gent

### Haus Antoing
- Isabeau d’Antoing, † 1354, Tochter von Hugues IV. und Marie d’Enghien; ⚭ I Heinrich II von Löwen, Herr zu Gaesbeck, † wohl 1324; ⚭ II Alfonso de la Cerda, Seigneur de Lunel, † 1327 (Haus Burgund-Ivrea); ⚭ III Jean II. Vicomte de Melun, Graf von Tancarville, † 1359

### Haus Melun
- Hugues de Melun, † vor 1410, Burggraf von Gent, Sohn von Jean II. de Melun und Isabeau d’Antoing
- Marie, † 1410, dessen Tochter, Burggräfin von Gent
- Jean IV. de Melun, † 1484, deren Bruder, 1410 Burggraf von Gent,
- Jean V. de Melun, † 1513, dessen Sohn, 1484 Burggraf von Gent
- Hugues, † 1524, dessen Sohn, Burggraf von Gent
- Jean VI., † 1551, dessen Sohn, 1524 Burggraf von Gent
- Maximilien, † 1572/76, dessen Sohn, 1551 Burggraf von Gent
- Robert, † 1585, Nachkomme Jeans V., 1572 Burggraf von Gent, 1579 Marquis de Roubaix
- Marie, † 1634, dessen Schwester, Erbin der Burggrafschaft Gent; ⚭ Lamoral, Fürst von Ligne, † 1624
- Guillaume, † 1635, deren Neffe
- Charles Alexandre Albert, † 1675, dessen Sohn, Burggraf von Gent
- Alexandre, dessen Sohn, 1675 Burggraf von Gent
- Gabriel, † 1739, dessen Bruder, Burggraf von Gent
- Louise Elisabeth, † 1755, dessen Tochter, Burggräfin von Gent; ⚭ Jean Alexander Théodose de Melun, † 1738, Comte de Melun, ihren Vetter#
- Louise Elisabeth, * 1738, deren Tochter; ⚭ Philippe Prince de Ghistelles, Marquis de Saint-Floris